# Абай (Байзакский район)
Аба́й (ранее — Жанаса́з, каз. Абай) — село в Байзакском районе Жамбылской области Казахстана, административный центр Сазтерекского сельского округа. Код КАТО — 313648100.

## География
Село расположено в западной части Байзакского района, в 22 километрах к северо-западу от районного центра села Сарыкемер, в 15 километрах к северу от областного центра города Тараз. Ближайшая железнодорожная станция Чайкурук — расположена в 13 километрах к югу от села (по дороге — 36 км). Соседние населённые пункты: Жанасаз в 1 километре к востоку, Колькайнар в 2 километрах к северо-западу, Актобе в 3 километрах к северо-востоку. Транспортное сообщение осуществляется просёлочными дорогами, с выходами на автодорогу КН-7 к востоку и КН-2 к западу. Высота центра населённого пункта — 514 метров над уровнем моря.

## Население
| Численность населения | Численность населения | Численность населения |
| 1989                  | 1999                  | 2009                  |
| --------------------- | --------------------- | --------------------- |
| 1000                  | ↗1251                 | ↘941                  |

### Известные жители и уроженцы
- Тунгышбай Кадырулы Жаманкулов (1948) — народный артист Казахстана.